# 対高岳駅
対高岳駅（たいこうだけえき）は、台湾南投県信義郷にある阿里山森林鉄路祝山線の駅。
標高は2,350メートル。ホームが展望台に直結しており、開業時は定期列車が停車していたが、眺望は祝山駅のほうが優れているため、現在は月曜日に御来光観覧のための未明の登山列車やクルーズ列車が停車するだけの臨時駅となっている。桜の開花時期は鉄道ファンに人気の撮影場所。

## 歴史
- 1984年5月 - 着工。
- 1985年10月 - 完工。
- 1986年1月13日 - 祝山線開業とともに供用。
- 2020年10月14日 - 祝山駅が改築により2022年まで閉鎖されることに伴って暫定終着駅となる[8]。

## 駅構造
待避線1線に単式ホーム1面を備えた地上駅。ホームはカーブしており石畳の展望台を兼ねている。

## 駅周辺
- 対高岳観日台
- 対高岳登山歩道

## 隣の駅
阿里山森林鉄路
■祝山線
十字分道駅 - 対高岳駅（臨時駅） - 祝山駅